# König der Cowboys
König der Cowboys (Originaltitel: The Buckaroo Kid) ist ein US-amerikanischer Stummfilmwestern aus dem Jahr 1926 von Lynn Reynolds mit Hoot Gibson in der Hauptrolle. Der Film wurde von Universal Pictures produziert und basiert auf der Kurzgeschichte Oh, Promise Me von Peter B. Kyne.

## Handlung

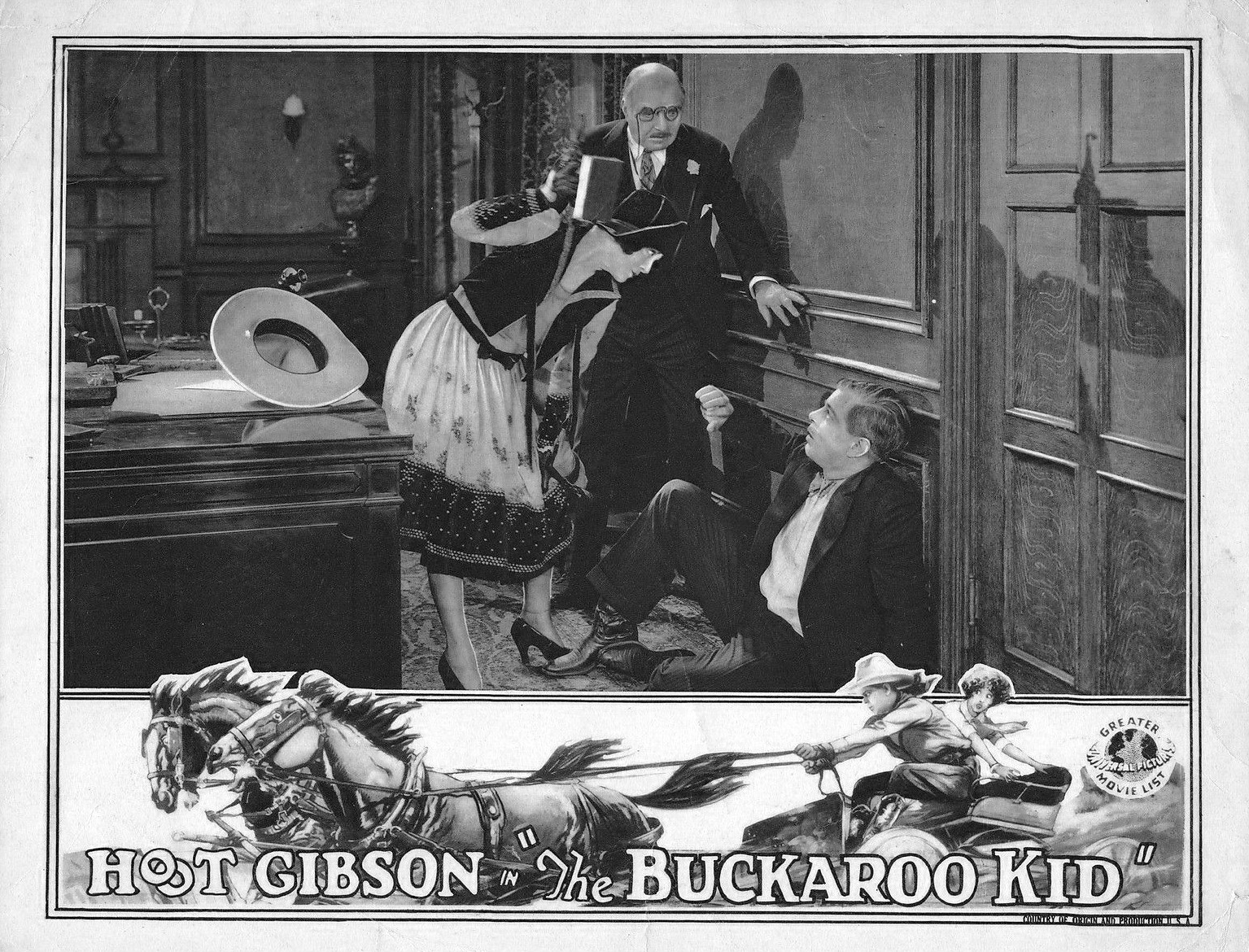
Aushangfoto mit Ethel Shannon, Burr McIntosh und Hoot Gibson (sitzend)

Als Waisenjunge wird Ed Harley von dem Bankier und Rancher James Mulford aufgenommen und großgezogen. Acht Jahre später ist Ed Vorarbeiter auf Mulfords Ranch und wird von ihm wie ein Sohn verwöhnt. Ed wird nach San Francisco geschickt, um die Ranch von Henry Radigan zu verwalten, einem mürrischen alten Millionär, der Eds Jugend und insbesondere seine Versuche, seiner Tochter Lyra den Hof zu machen, übel nimmt. Ed geht schließlich auf die Ranch, stellt sich als neuer Manager vor und setzt seine Autorität mit vorgehaltener Waffe durch. Doch Radigan setzt den früheren Manager wieder ein und entlässt Ed, der bei der Mannschaft beliebt geworden ist. Radigan ist jedoch gezwungen, Ed zurückzurufen. Mulford stirbt und hinterlässt seine Ranch Ed, der zurücktritt. Nach zahlreichen Schwierigkeiten erhält Ed sowohl ein Darlehen von Radigan als auch das Herz seiner Tochter.

## Veröffentlichung
Die Premiere des Films fand am 14. November 1926 statt. 1927 kam er im Deutschen Reich in die Kinos.